# La salida en primavera de la dama Guoguo
La salida en primavera de la dama Guoguo (虢國夫人遊春圖) era una obra del pintor chino Zhang Xuan (chino: 張萱; pinyin: Zhāng Xuān), datada en la era Kaiyuan (開元 Kāi yuán, 713-741) del reinado del emperador Xuanzong (唐玄宗) de la dinastía Tang. La obra original se ha perdido. No obstante, el Museo Provincial de Liaoning (Shenyang) conserva una copia de esta obra de Zhang Xuan, realizada con tinta y color sobre un rollo de seda. La copia fue hecha durante la dinastía Song del Norte (960-1127), y en ocasiones ha sido atribuida al emperador chino Song Huizong (1082-1135). Subsiste otra copia realizada por el pintor Li Gonglin (Museo Nacional del Palacio, Taipéi). 
La dama Guoguo (虢國夫人) era una de las hermanas de la concubina Yang Guifei, que alcanzó un enorme poder en China tras haberse enamorado de ella el emperador Xuanzong. En la obra, la dama Guoguo ha sido representada en el centro de una pequeña comitiva, con un cuerpo regordete y un comportamiento tranquilo. De hecho, es la representación pictórica de una hermosa dama transmitida con una fina pincelada.